# شمعون العشرون بولوس
كان مار شمعون العشرون بولوس (1885 في قدشانيس - 9 مايو 1920 في بعقوبة) بطريركًا كاثوليكيًا لكنيسة المشرق الآشورية.
تم انتخاب مار شمعون العشرون بولوس في 23 مارس 1918، بعد أن قُتل شقيقه، البطريرك الكاثوليكي شمعون الحادي والعشرون بنيامين، مع 150 من أتباعه على يد سمكو آغا شكاك (إسماعيل أغا شيكاك)، وهو آغا كردي. تم تكريسه في كنيسة القديسة مريم القديمة في أرومية من قبل المطران مار اسحق خنانيشو والأساقفة مار إيليا أبونا من ألقوش، والقديس مار يوسف خنانيشو العاشر من شمس الدين (الخليفة المعين للمطارنة)، ومار زايا سركيس من جيلو.
في 20 أغسطس 1918، وخوفًا من الاضطهاد من قبل الأتراك العثمانيين أثناء حملة الإبادة الجماعية ضد الأرمن والآشوريين وغيرهم منمسيحيي في الدولة العثمانية، فر البطريرك الكاثوليكي المنتخب حديثًا مع حوالي 60,000 من شعبه من أورمية في إيران طالبين حماية البريطانيين في العراق. لقد مات 15,000 من أتباعه في الطريق وكان الناجون في معسكر في بعقوبة على بعد حوالي 50 كم شمال بغداد. قضى شمعون العشرون أيامه الأبوية القصيرة في دير مور موتاي التابع للكنيسة السريانية الأرثوذكسية في أنطاكية بسبب مرضه الشديد. لقد توفي في 27 أبريل 1920 ودفن في 9 مايو 1920 في المقبرة الأرمنية في بغداد.
كانت أسقفية كنيسة المشرق الآشورية المستقلة، في ذاك الوقت، من أربعة أساقفة: مار يوسف خنانيشو، ومار زايا سركيس من جيلو، ومارس يلدا ياهبالاها من برواري، ومار أبيمالك تيموثي (جنوب الهند).
كان خليفة مار شمعون العشرون بولوس هو شمعون الثالث والعشرون إيشاي.